# Liệu pháp gen

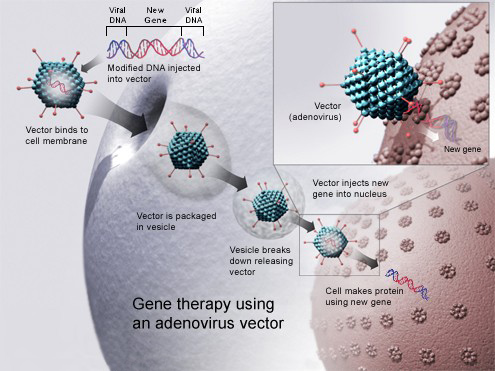
Liệu pháp gen bằng cách sử dụng một vec tơ adenovirus. Trong một số trường hợp, adenovirus sẽ chèn gen mới vào tế bào. Nếu điều trị thành công, gen mới sẽ tạo ra một protein chức năng để điều trị bệnh.

Trong lĩnh vực y học liệu pháp gen (còn gọi là chuyển gen người) là việc cung cấp axit nucleic vào tế bào của bệnh nhân như một loại thuốc để điều trị bệnh. Nỗ lực đầu tiên sửa đổi DNA của con người được Martin Cline thực hiện vào năm 1980, nhưng lần chuyển gen hạt nhân thành công đầu tiên ở người, được Viện Y tế Quốc gia phê duyệt, đã được thực hiện vào tháng 5 năm 1989. Việc sử dụng đầu tiên trong điều trị chuyển gen cũng như đưa DNA người trực tiếp vào bộ gen hạt nhân được French Anderson  thực hiện trong một thử nghiệm bắt đầu vào tháng 9 năm 1990.
Từ năm 1989 đến tháng 2 năm 2016, hơn 2.300 thử nghiệm lâm sàng trên gen đã được thực hiện, với hơn một nửa trong số đó ở giai đoạn I.

## Bối cảnh
Liệu pháp gen được khái niệm hóa vào năm 1972, và các tác giả đã nêu rõ việc cần thận trọng trước khi bắt đầu nghiên cứu liệu pháp gen ở người.
Nỗ lực đầu tiên, mặc dù không thành công, trong liệu pháp gen (cũng như trường hợp đầu tiên chuyển gen ngoại lai sang người không tính cấy ghép nội tạng) đã được Martin Cline thực hiện vào ngày 10 tháng 7 năm 1980. Cline tuyên bố rằng một trong những gen ở bệnh nhân của ôngđã hoạt động sáu tháng sau đó, mặc dù ông chưa bao giờ công bố dữ liệu này hoặc đã xác minh  và ngay cả khi Cline là đúng đi nữa, việc này không tạo ra bất kỳ tác dụng có lợi đáng kể nào trong điều trị beta-thalassemia.
Sau khi nghiên cứu kỹ trên động vật trong suốt những năm 1980 và một thử nghiệm gắn thẻ gen vi khuẩn năm 1989 trên người, liệu pháp gen đầu tiên được chấp nhận rộng rãi như một thành công đã được chứng minh trong một thử nghiệm bắt đầu vào ngày 14 tháng 9 năm 1990, khi Ashi DeSilva được điều trị chứng ADA - SCID.